# سيليزيا التشيكية
سيليزيا التشيكية هو اسم يطلق على المنطقة التاريخية من سيليزيا والتي تقع في جمهورية التشيك. شُكّلت هذه المنطقة مع بوهيميا ومورافيا التاريخية والتي حكمها التاج البوهيمي، وتقع المنطقة في الشمال الشرقي للجمهورية التشيكية وغالبيتها ضمن إقليم مورافيا-سيليزيا مع قسم أصغر في إقليم أولوموتس، وهو امتداد لدوقية سيليزيا العليا والسفلى والتي عرفت بسيليزيا النمساوية عام 1918م، بين عام 1938 - 1945م عرفت بسيليزيا السوديتية نسبة لأرض السوديت.

## جغرافيتها

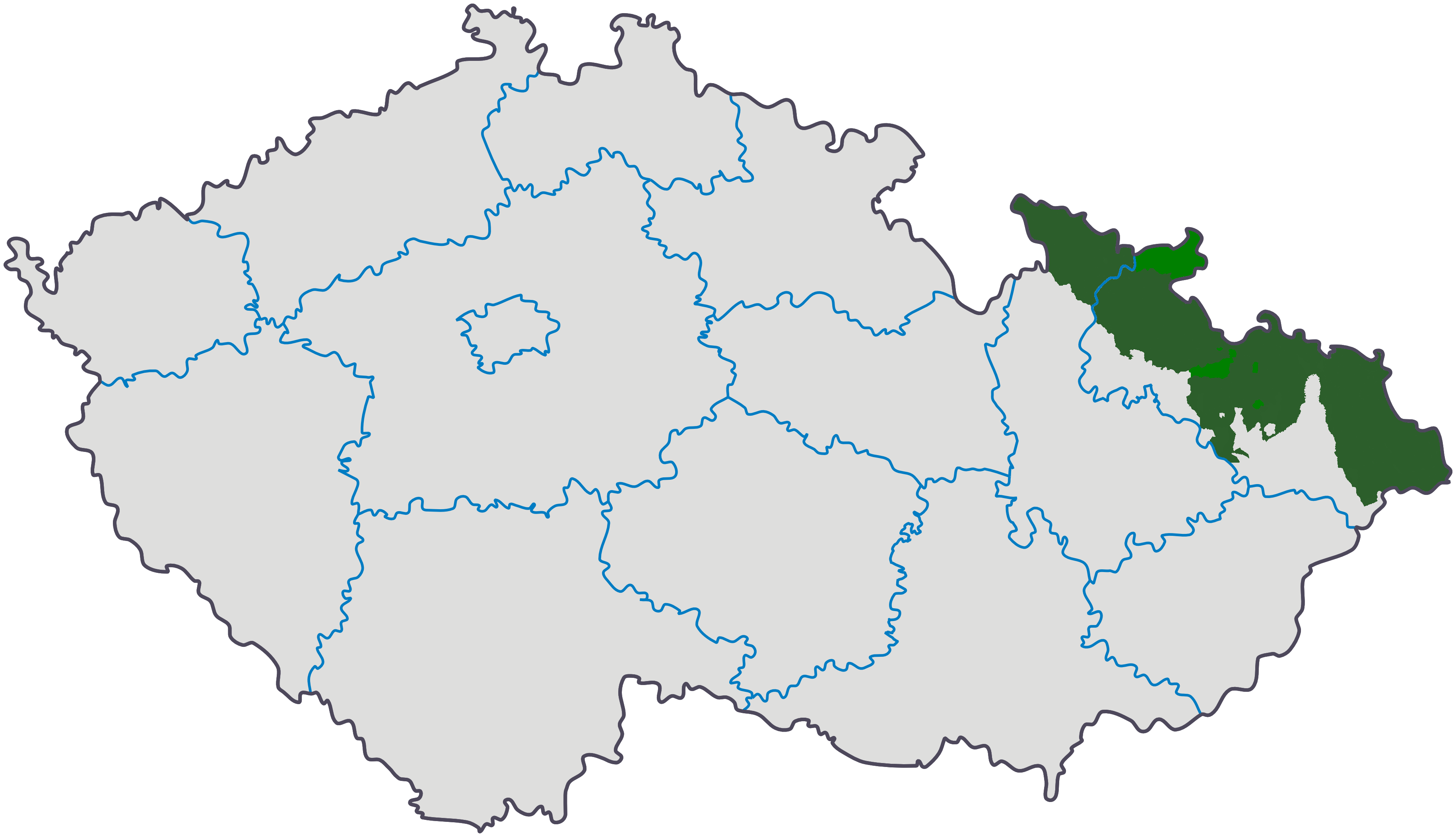
مناطق سيليزيا التشيكية بالأخضر

تحد سيليزيا التشيكية على حدود مورافيا من الجنوب، وبولندا (سيليزيا البولندية) من الشمال وسلوفاكيا من الشرق. ومن أهم مدنها أوسترافا العاصمة والتي تقع في وسط المنطقة، ومدينتي أوبافا وتشيسكس تيشين التي هي الجزء الغربي لمدينة تشيجين البولندية. وتقع بين جبلي السوديت والكاربات. ومن أهم أنهارها الأودر والأوبافا والأولزا.

## تاريخها

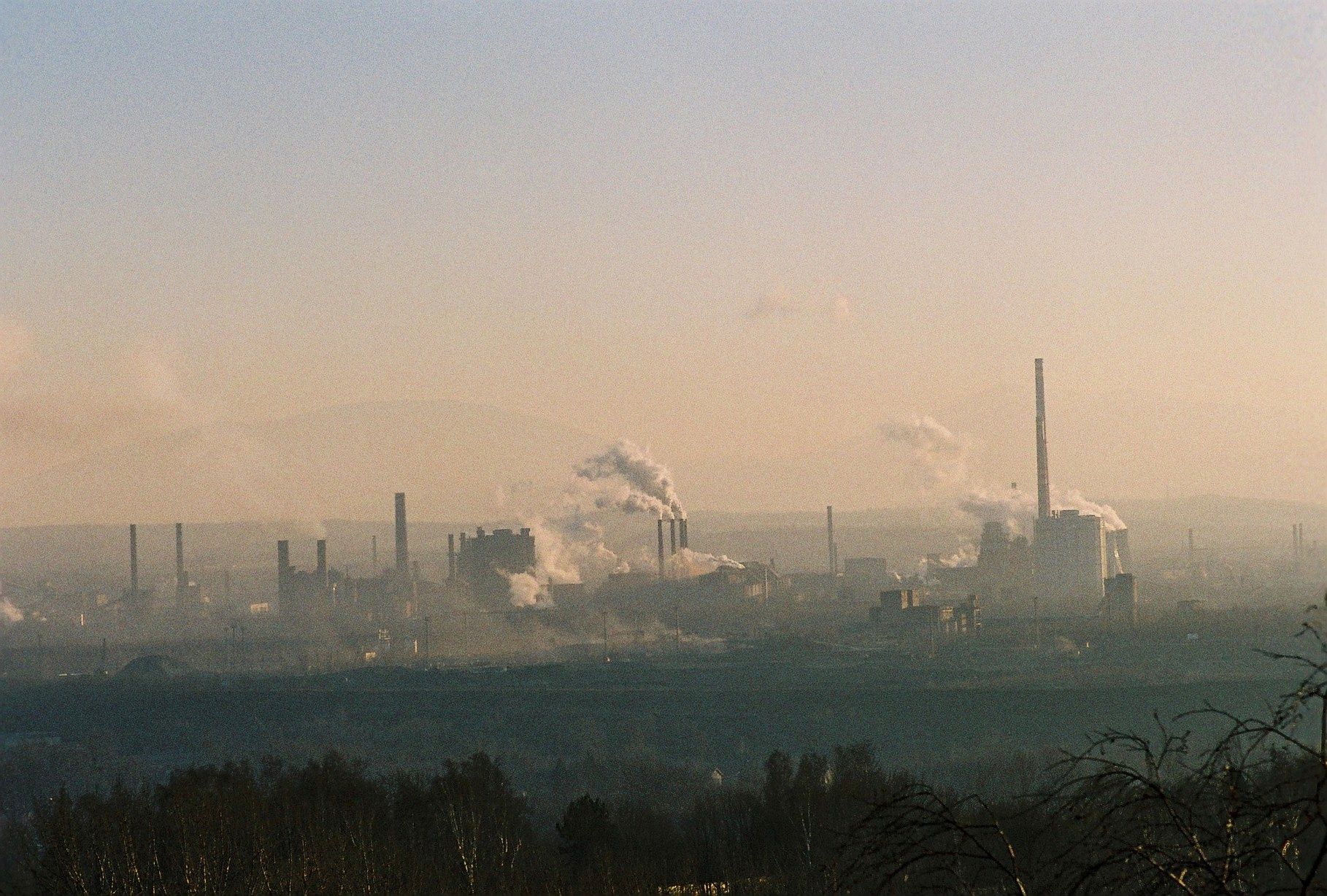
نوفا هت أوسترافا

استوطنتها قبائل الجرمان في القرن الثاني. وعند رحيل الجرمان، انتقلت إليها قبائل السلاف. وبعد نهاية الحرب السيليزية الأولى، بقيت المنطقة تحت حكم الأسرة الهابسبورغية والتاج البوهيمي بينما ضمت بقية المناطق السيليزية إلى بروسيا. ثم أعيد تشكليها لتسمى دوقية سيليزيا العليا والسفلى وعاصمتها أوبابفا وكانت مساحتها عام 1900م. تصل لحدود 5,140 كلم مربع وعدد سكانها 670 ألف نسمة. في عام 1918 ضمت المنطقة مع مناطق أخرى لتصبح جزءا من تشيكوسلوفاكيا. وفي عام 1920، تقاسمت تشيكوسلوفاكيا وبولندا الجزء المسمى شيجين سيلزيا. بنفس العام، انتقلت منطقة هلوشن من بروسيا إلى تشيكوسلوفاكيا. إثر معاهدة ميونخ عام 1938، أصبحت معظم أجزاء سيليزيا التشيكية تابعا رايخ السوديت، واحتلت بولندا قسم زالوزي. حتى عام 1945، كان يعيش بالمنطقة شعوب تتحدث الألمانية بأكثريتهم إلا في منطقتي هلوشن وشيجين. وبعد الحرب العالمية الثانية، أعيد قسمي شيليزيا التشيكية وهلوشنسكو إلى تشيكوسلوفاكيا بينما طرد كل الإثنيات الألمانية وأعيدت حدودها مع بولندا حتى نهر أولزا وثبتت الحدود الجديدة بمعاهدة عام 1958.

## شعوبها
يتكلم معظم سكانها اللغة التشيكية. والبعض الآخر يتكلم اللغة اللاشية التي هي إحدى لهجات التشيكية. ويتكلم سكان شيزين السيليزية لهجة فريدة خاصة بهم. من مشاهير المنطقة:
- مارتن أوبافا: مطران دومينيكاني عاش في القرن الثالث عشر.
- غريغور يوهان مندل: عالم بيولوجي يعتبر منشئ علم الوراثة.
- فارا تشتيلوفا: مخرجة سينمائية ورائدة في عالم السينما التشيكوسلوفاكية.
- جارومير نوهافيكا: شاعر ومؤلف أغاني تشيكي.
- إبفان ليندل: لاعب كرة مضرب أميركي من أصل تشيكي.